# Fools'
『Fools'』（フールス）は、中野純子による日本の漫画作品。『ヤングユー』（集英社）にて連載された。単行本2巻に、読みきり作品の「うららかな冬に」を、単行本3巻に、「O嬢の物語」をそれぞれ収録。

## 登場キャラクター
高梨渉
主人公。岬北大学新入生。神戸弁で喋る。
山勝
岬北大学日向寮の寮長。
神田
岬北大学2回生。あだ名はジンタ。
秋重
2回生。あだ名はマニア（アダルトビデオ・マニア）。
河原崎鷹也
3回生。錬金会メンバー。
篠原奈津子
清華女学院3年生。
渡
4回生。あだ名はメタル。
相原恵
2回生。
ヒロシ
2回生。
ニコラス
イタリア人。
姫島光祐
28歳。麻薬取引をし、逮捕される。
高梨満
渉の弟。

## 単行本
- 中野純子 『Fools'』 集英社〈YOUNG YOUコミックス〉、全3巻
  1. 1992年03月24日発行、ISBN 4-08-864097-7
  2. 1992年11月24日発行、ISBN 4-08-864116-7
  3. 1993年08月24日発行、ISBN 4-08-864139-6